# Hilduíno IV de Montdidier
Hilduino IV de Montdidier (em francês: Hildouin; ? - 1063) foi um nobre da França medieval, tendo sido pelo seu casamento com Alice de Roucy, Conde de Roucy entre os anos de 1033 e 1063.

## Relações familiares
Foi filho do Conde Hilduino III Montdidier (c. 970 - 1025), conde Ramerupt e de Lasseline de Harcourt (c. 975 -?). Casou com Alix de Roucy (entre os anos de 1015 e 1020 - 1062), filha de Ebles I de Roucy (? - 1033), conde de Roucy e Arcebispo de Reims, e Beatriz de Hainaut, filha de Rainério IV de Hainaut (c. 950 - ?), conde de Hainaut e de Edviges de França (c. 970 - 1013), filha do rei Hugo Capeto e de Adelaide da Aquitânia. Deste casamento nasceu:
1. Ebles II de Roucy  (1050 - 1104) foi conde de Roucy[5], casou com Sibila de Autavila, filha de Roberto de Altavila (Hauteville-la-Guichard, c. 1025 – Cefalônia, 17 de julho de 1085), príncipe de Salerno, e Sicelgaite de Salerno (c. 1041 - 27 de março de 1090), de quem teve[6]
2. André de Montdidier-Roucy, (c. 1040 -?), senhor de Ramerupt, casado com Adelaide da Hungria (c. 1040 - 1062), filha do rei André I da Hungria (1016 - 1061) e de Anastásia Jaroslauna Kijewskaja,
3. Daisy-Montdidier Roucy (v. 1045 † 1103), casada com Hugo I de Clermont[7] (c. 1030 - 1102), conde de Clermont-en-Beauvais.
4. Beatriz de Montdidier (? - 1129), casada com Geoffroy I de Perche, conde de Perche (? - 1100).
5. Ermentrude Montdidier-Roucy, casado Thibaud de Reynel, conde de Reynel.
6. Ada-Montdidier Roucy, casada por duas vezes, tendo sido a primeira esposa de Godofredo de Guise (1070 † 1141), senhor de Guise e a 2ª esposa de Ath Gaultier e Thierry, Senhor do Avesnes.
7. Adelaide Montdidier-Roucy (c. 1035 - c. 1068), casado Arnulfo I de Chiny (? - 1106), conde de Chiny.
8. Aélis Montdidier-Roucy casado com Conon de Grandson (? - 1110 ou 1114),
9. Felícia de Roucy (1060 - 3 de março de 1123), casou-se em 1076 com o rei Sancho I de Aragão (c. 1043[8] — 4 de Junho de 1094) foi rei de Aragão entre 1063 e 1094 e de Pamplona entre 1076 e 1094..